# Yuna (rivier)
De Yuna is een rivier in het noordwesten van de Dominicaanse Republiek. Hij heeft het op een na grootste stroomgebied van het land. Hij ontspringt in de Cordillera Central, als een paar stroompjes bij elkaar komen ten westen van de stad Bonao. Van hieruit stroomt hij oostwaarts, door de provincies La Vega, Sánchez Ramírez, Duarte en Samaná. Hierbij komt hij door de vruchtbare Valle de Cibao, en doet hij de steden Pimentel, Villa Riva en Cotuí aan. Ten slotte komt hij uit in de Baai van Samaná, dicht bij de stad Sánchez Ramírez.
De rivier wordt vooral gevoed door de regens die in de periode van mei tot november vallen. Behalve dicht bij de bron is de Yuna overal bevaarbaar.
In 2000 en 2004 is de Yuna overstroomd. Hierbij is een aantal mensen omgekomen en is er veel schade aangericht.

## Zijrivieren
In de Yuna komen de volgende rivieren uit:
- Camú
- Masipedro
- Maimón
- Chacuey
- Cuaba

- Virtual International Authority File: 204145542528396640285